# Парфений IV
Патриарх Парфений IV (греч. Πατριάρχης Παρθένιος Δ΄; умер после 1685 года) — патриарх Константинопольский (пятикратно; в 1657–1659, 1665–1667, 1671, 1675–1676, 1684–1685 годах).

## Биография

### Ранняя жизнь
О дате рождения и ранней жизни Парфения мало что известно. Он также известен, как Могилалос (греч. Μογίλαλος) или Хумхумис (греч. Χουμχούμης), в русской традиции именуется Могилал Хумхум. Он, вероятно, родился ближе к началу XVII века в греческой семье. Предполагается, что его родным городом мог быть Адрианополь (Эдирне), в который он в дальнейшем удалялся после второго и третьего патриаршества.
В 1655 году Парфений стал митрополитом Прусским. В качестве митрополита он позаботился о реконструкции и украшении старинной церкви Святого Георгия, которая с тех пор стала кафедральным собором епархии.

### Исторический фон
Константинопольский патриархат в XVII столетии переживал время беспрерывных смут, спровоцированных внешними причинами. Патриархи политически находились в полной зависимости от османских султанов и их великих визирей, которые по своему усмотрению утверждали или не утверждали их кандидатуры, смещали патриархов, отправляли их в ссылку и возвращали, иногда неоднократно. Эти кадровые перестановки являлись отражением более общей дипломатической игры, которую Турция вела с европейскими странами, в том числе и с Россией, каждая из которых имела свои амбиции в отношении константинопольских христиан.
Известно, что патриарх Парфений IV был персоной, нежелательной для России. Так, отправляя в 1667 году в Турцию посольство во главе с думным дворянином Афанасием Нестеровым, царь Алексей Михайлович, с одной стороны, послал патриарху Парфению подарок — собольи меха на весьма значительную в то время сумму в 300 рублей, но, с другой стороны, снабдил посла секретной грамотой, в которой Нестерову было поручено просить господаря молдавского Ильяша Александра, чтобы он содействовал низложению Парфения и возведению на престол прежнего патриарха Дионисия, «друга патриархов Паисия Александрийского и Макария Антиохийского».
Эта просьба царя увенчалась, в лучшем случае, частичным успехом. Дионисий III никогда более не возвращался на патриарший престол, тогда как Парфений, хотя в 1667 году и был смещён, однако, в дальнейшем возвращался ещё троекратно. С другой стороны, молдавский господарь Ильяш Александру в следующем, 1668 году, был смещён со своего поста, возможно из-за своих пророссийских симпатий, и отправился в Константинополь, где и скончался.

### Патриаршество
Таким образом, отношения Парфения с Россией были плохими, и он, вероятно, поддерживался какой-либо другой иностранной партией. «Кульбиты» его карьеры патриарха, обусловленные причинами внешнеполитического характера, не все из которых можно легко проследить, выглядели, в итоге, следующим образом:
- 1 мая 1657 — избран патриархом в первый раз.
- июнь 1662 — после пяти лет правления снят с должности, возвращён митрополитом в Прусу, откуда какое-то время спустя был отправлен в Валахию.
- 21 октября 1665 — избран патриархом второй раз. В этот период попытался низложить Александрийского патриарха Паисия, под предлогом того, что тот находился в Москве вместо Александрии, но египетские христиане и русские дипломаты воспротивились этому решению. Паисий оставался патриархом до 1678 года, причём провёл в Москве и в путешествии в обе стороны период с 1665 по 1669 год, а к 1670 году вернулся в Александрию.
- 9 сентября 1667 — вторично снят с должности патриарха, возможно, под давлением российской дипломатии. Сослан на остров Тенедос, затем поставлен митрополитом Прохилийским, затем — митрополитом Тырновским.
- Начало марта 1671 — избран патриархом в третий раз, как утверждается, заплатив 20 000 флоринов (вероятно, турецким официальным лицам).
- 7 сентября 1671 — менее чем через полгода снова низложен и сослан на Кипр, откуда затем вернулся в Адрианополь.
- 1 января 1675 — избран патриархом в четвёртый раз.
- 29 июля 1676 — пробыв в должности примерно полтора года, опять был низложен, был поставлен митрополитом Анхиальским.
- 10 марта 1684 — избран патриархом в пятый раз.
- 20 марта 1685 — пробыв в должности немногим более года, низложен в пятый раз и окончательно, удалился в отставку.

Дальнейшая судьба неизвестна.

## Парфений IV иЮрий Хмельницкий
Во время своего четвёртого патриаршества, Парфений обратился к турецкому султану с просьбой о помиловании находившегося в плену в Константинополе Юрия Хмельницкого, сына Богдана Хмельницкого, предположительно, не вполне нормального человека, и убежденного противника России. В результате, при деятельном участии Парфения, турецкий султан разработал план превратить Украину в особое «Сарматское княжество» в статусе турецкого протектората (на манер Молдавии и Валахии) с Юрием Хмельницким во главе. По данным современника-француза, французского посла в Константинополе де ла Круа, патриарх Парфений убедил Юрия Хмельницкого сложить с себя монашество (!), ранее им принятое, и встать во главе турецкой инициативы по ликвидации контроля России над Украиной.
Для помощи Юрию Хмельницкому султан выделил много войск, что позволило Хмельницкому на некоторое время закрепиться на Правобережной Украине. Установление новых порядков вызвало переселение недовольной части населения на левый берег Днепра. Угон людей в рабство крымскими татарами и массовые казни, организуемые Юрием Хмельницким без конкретной причины, ещё более упрочили недоверие украинцев к новому правительству. Турецкого военачальника Мелек-Ибрагим-пашу), который был придан Хмельницкому в качестве военного советника, украинцы прозвали Шайтан-пашой. В конце концов, в 1685 году Юрий Хмельницкий был смещён самими турками и либо удушен в Каменец-Подольске, либо направлен в ссылку в один из православных монастырей, располагавшихся на турецкой территории. Поддерживавший Хмельницкого Парфений был окончательно смещён с патриаршей кафедры приблизительно годом ранее.